# Попешти (Фаркаша)
Попешти (рум. Popești) насеље је у Румунији у округу Њамц у општини Фаркаша. Oпштина се налази на надморској висини од 590 m.

## Становништво
Према подацима из 2002. године у насељу је живело 534 становника, од којих су сви румунске националности.